# Deep Down & Dirty
Albums de Stereo MC's
DJ-Kicks
(2000) Paradise
(2005)
Deep Down & Dirty est un album de Stereo MC's sorti en 2001.

## Titres
1. Deep Down & Dirty  (4:23)
2. We Belong In This World Together  (4:40)
3. Breeze  (4:25)
4. Running  (4:53)
5. Graffiti Part One   (2:34)
6. Graffiti Part Two   (2:49)
7. Sofisticated (4:14)
8. Traffic  (5:17)
9. The Right Effect  (4:40)
10. Stop At Nothing  (4:01)
11. Unconscious  (4:06)
12. Shameless  (4:53)